# Vicki Chalmers
Vicki Chalmers (n. 16 noiembrie 1989, Edinburgh, Scoția, Regatul Unit) este o jucătoare de curl ce a reprezentat Scoția, medaliată olimpică. A participat la două ediții ale Jocurilor Olimpice (2014, 2018) în care a câștigat o medalie de bronz.